# Б'юкенен (Мічиган)
Б'юкенен (англ. Buchanan) — місто (англ. city) в США, в окрузі Беррієн штату Мічиган. Населення — 4300 осіб (2020).

## Географія
Б'юкенен розташований за координатами 41°49′42″ пн. ш. 86°21′58″ зх. д. / 41.82833° пн. ш. 86.36611° зх. д. (41.828291, -86.365974).  За даними Бюро перепису населення США в 2010 році місто мало площу 6,67 км², з яких 6,48 км² — суходіл та 0,19 км² — водойми.

## Демографія
Згідно з переписом 2010 року, у місті мешкало 4456 осіб у 1901 домогосподарстві у складі 1136 родин. Густота населення становила 669 осіб/км².  Було 2139 помешкань (321/км²).
Расовий склад населення:
| - 86,6 % — білих - 7,5 % — чорних або афроамериканців - 1,2 % — корінних американців - 0,3 % — азіатів - 1,3 % — осіб інших рас |

До двох чи більше рас належало 3,1 %. Частка іспаномовних становила 3,3 % від усіх жителів.
За віковим діапазоном населення розподілялося таким чином: 24,6 % — особи молодші 18 років, 61,1 % — особи у віці 18—64 років, 14,3 % — особи у віці 65 років та старші. Медіана віку мешканця становила 37,6 року. На 100 осіб жіночої статі у місті припадало 92,7 чоловіків;  на 100 жінок у віці від 18 років та старших — 89,6 чоловіків також старших 18 років.
Середній дохід на одне домашнє господарство  становив 48 805 доларів США (медіана — 41 339), а середній дохід на одну сім'ю — 69 048 доларів (медіана — 57 826). Медіана доходів становила 48 009 доларів для чоловіків та 36 406 доларів для жінок. За межею бідності перебувало 16,3 % осіб, у тому числі 16,1 % дітей у віці до 18 років та 22,2 % осіб у віці 65 років та старших.
Цивільне працевлаштоване населення становило 2029 осіб. Основні галузі зайнятості: освіта, охорона здоров'я та соціальна допомога — 25,9 %, виробництво — 14,7 %, транспорт — 13,1 %.